# Ana Cofiño
Ana María Cofiño Kepfer (sinh năm 1955) là một nhà nghiên cứu, nhà nhân chủng học, biên tập viên và nhà sử học người Guatemala. Bà là người sáng lập và đồng biên tập của tạp chí nữ quyền La Cuerda và nhà sách El Pensativo. Bà là một nhà hoạt động nổi tiếng ủng hộ quyền của phụ nữ, bình đẳng giới và bảo vệ các cộng đồng bản địa khỏi sự chiếm đoạt của nhà nước và các công ty nước ngoài.

## Tiểu sử
Ana Cofiño sinh ra trong một gia đình Guatemala bảo thủ và chống cộng. Bà học tại một trường Công giáo dành cho những cô gái "khá giả", lúc đó bà tham gia phong trào mang tên CRATER, gồm những người trẻ tham gia các chương trình xã hội như một phần của phong trào đổi mới của nhà thờ. Nhiều năm sau, bà giải thích rằng việc bà chia tay với Giáo hội Công giáo là cơ bản và là một quá trình. Theo Cofiño: 
Nếu bạn được giáo dục như một người Cơ đốc hay Công giáo, điều đầu tiên bạn mang theo, đặc biệt là phụ nữ, là cảm giác tội lỗi. Chỉ cần thoát khỏi nó là một cuộc cách mạng. Khi tôi bắt đầu đặt câu hỏi về sự tồn tại của Chúa, tôi sợ rằng mình sẽ bất ngờ bị sét đánh. Những mảnh vỡ này thường đau đớn; chúng là một nỗ lực trí tuệ to lớn. Nếu bạn ly khai, bạn phải rất rõ ràng về mọi thứ, nếu không bạn chỉ giả định đó chỉ là một tư thế.

 bắt đầu học tại Đại học de San Carlos de Guatemala, và sau đó chuyển đến México để học tại Trường Nhân học và Lịch sử Quốc gia, nơi bà thực hiện một nghiên cứu quan trọng về tình trạng Guatemala, về lịch sử của nó. Bà đã tiếp xúc với những người lưu vong Guatemala, trong số đó có các nhà văn như Carlos Illescas và nữ quyền Alaíde Foppa. Khi bà hoàn thành văn bằng, bà chuyển đến San Cristóbal de las Casas, Chiapas, để chuẩn bị luận án ở khu vực Maya, một chuyến đi đã thay đổi cuộc đời bà, bà giải thích. Bà thành lập cửa hàng sách Soluna ở đó.
1987, bà trở lại Guatemala với mong muốn rằng chính phủ Vinnes Cerezo, trong đó có nhiều phụ nữ làm việc, sẽ đại diện cho một sự đổi mới cho đất nước. Bà đã mở Nhà sách Pensativo ở Antigua, nơi bà bắt đầu xuất bản các tác phẩm của các tác giả Guatemala và Trung Mỹ.
Cofiño tốt nghiệp ngành nhân chủng học tại Đại học de San Carlos khi bà kết thúc nghiên cứu về cảm xúc của phụ nữ Kaqchikel về sự khai quật của San Juan Comalapa.
Năm 1998, bà thành lập ấn phẩm hàng tháng La Cuerda, trong đó bà là đồng biên tập, được hỗ trợ bởi một hiệp hội nhằm phục hồi sự nổi bật của phụ nữ.
Năm 2012, bà xuất bản, cùng với 17 tác giả khác từ La Cuerda, cuốn sách Nosotras, las de la Historia. Soones en Guatemala (siglos XIX, XXI) (Chúng tôi, của Lịch sử. Phụ nữ ở Guatemala (thế kỷ 19 thế kỷ 20), kể lại lịch sử của phụ nữ Guatemala từ góc độ phụ nữ.

## Ấn phẩm
- 2008 - Emma Chirix Conversa con Ana Cofiño. Colección Penamiento.
- 2012 - Nosotras, las de la Historia. Soones en Guatemala (siglos XIX, XXI). Các tác giả khác nhau. Do Ana Cofiño và Rosalinda Hernández Alarcón biên soạn.